# Tournoi de tennis Challenger de Casablanca
Le Morocco Tennis Tour Casablanca est un tournoi Challenger qui se déroule sur terre battue à Casablanca.
Un premier tournoi Challenger s'est déroulé à Casablanca entre 1986 et 1992. En 2007 a été créé un nouveau tournoi dans le cadre du Morocco Tennis Tour qui regroupe plusieurs tournois Challenger au Maroc. Remplacé par le tournoi de Tanger pendant trois ans, il retrouve sa place dans le calendrier en 2011.
Un autre tournoi de tennis masculin du circuit ATP se déroule à Casablanca, le Grand-Prix Hassan II.

## Palmarès

### Simple
| Date       | Vainqueur        | Finaliste               | Score          |
| ---------- | ---------------- | ----------------------- | -------------- |
| 13/10/1986 | Hans Schwaier    | Jörgen Windahl          | 6-3, 6-3       |
| 12/10/1987 | Lawson Duncan    | Massimiliano Narducci   | 7-5, 6-1       |
| 03/10/1988 | Josef Čihák      | David de Miguel         | 6-4, 6-2       |
| 02/10/1989 | Tarik Benhabiles | Mark Koevermans         | 7-6, 6-3       |
| 08/10/1990 | Richard Krajicek | Sláva Doseděl           | 7-6, 6-3       |
| 07/10/1991 | Jens Wöhrmann    | Bernardo Mota           | 6-3, 6-1       |
| 14/09/1992 | Gilbert Schaller | Federico Sánchez        | 6-4, 6-1       |
| 1993-2006  | Pas de tournoi   | Pas de tournoi          | Pas de tournoi |
| 09/04/2007 | Marin Čilić      | Simone Bolelli          | 4-6, 6-3, 6-4  |
| 2008-2010  | Pas de tournoi   | Pas de tournoi          | Pas de tournoi |
| 21/02/2011 | Evgeny Donskoy   | Alessio Di Mauro        | 2-6, 6-3, 6-3  |
| 27/02/2012 | Aljaž Bedene     | Nicolas Devilder        | 7-66, 7-64     |
| 28/10/2013 | Dominic Thiem    | Potito Starace          | 6-2, 7-5       |
| 2014       | Pas de tournoi   | Pas de tournoi          | Pas de tournoi |
| 12/01/2015 | Lamine Ouahab    | Javier Martí            | 6-0, 7-66      |
| 12/10/2015 | Damir Džumhur    | Daniel Muñoz de la Nava | 3-6, 6-3, 6-2  |
| 10/10/2016 | Maxime Janvier   | Stéfanos Tsitsipás      | 6-4, 6-0       |

### Double
| Date       | Vainqueurs                                 | Finalistes                           | Score             |
| ---------- | ------------------------------------------ | ------------------------------------ | ----------------- |
| 13/10/1986 | Agustín Moreno Larry Scott                 | Tore Meinecke Ricki Osterthun        | 7-5, 6-2          |
| 02/10/1987 | José López Maeso Alberto Tous              | Massimo Cierro Alessandro De Minicis | 7-6, 6-2          |
| 03/10/1988 | Josef Čihák Cyril Suk                      | Arnaud Boetsch Denis Langaskens      | 6-2, 6-0          |
| 02/10/1989 | Jaroslav Bulant Richard Vogel              | Libor Pimek Florin Segarceanu        | 6-1, 6-3          |
| 08/10/1990 | Juan Carlos Báguena Francisco Roig         | Sláva Doseděl Richard Krajicek       | 7-5, 5-7, 6-4     |
| 07/10/1991 | Marc-Kevin Goellner Bertrand Madsen        | Tarik Benhabiles Gustavo Garetto     | 6-0, 6-2          |
| 14/09/1992 | Filip Dewulf Tom Vanhoudt                  | Karol Kučera Andrei Merinov          | 7-5, 6-3          |
| 1993-2006  | Pas de tournoi                             | Pas de tournoi                       | Pas de tournoi    |
| 09/04/2007 | Łukasz Kubot Oliver Marach                 | Michal Mertiňák Robin Vik            | 6-3, 6-3          |
| 2008-2010  | Pas de tournoi                             | Pas de tournoi                       | Pas de tournoi    |
| 21/02/2011 | Guillermo Alcaide Adrián Menéndez-Maceiras | Leonardo Tavares Simone Vagnozzi     | 6-2, 6-1          |
| 27/02/2012 | Walter Trusendi Matteo Viola               | Evgeny Donskoy Andrey Kuznetsov      | 1-6, 7-65, [10-3] |
| 28/10/2013 | Riccardo Ghedin Claudio Grassi             | Gero Kretschmer Alexander Satschko   | 6-4, 6-4          |
| 2014       | Pas de tournoi                             | Pas de tournoi                       | Pas de tournoi    |
| 12/01/2015 | Laurynas Grigelis Adrian Ungur             | Flavio Cipolla Alessandro Motti      | 3-6, 6-2, [10-5]  |
| 12/10/2015 | Laurynas Grigelis Mohamed Safwat           | Thiemo de Bakker Stephan Fransen     | 6-4, 6-3          |
| 10/10/2016 | Roman Jebavý Andrej Martin                 | Dino Marcan Antonio Šančić           | 6-4, 6-2          |